# Petr Matoušek
Petr Matoušek (Teplice nad Bečvou, 19 de dezembro de 1949 – 17 de fevereiro de 2025) foi um ciclista olímpico tchecoslovaco. Representou sua nação nos Jogos Olímpicos de Verão de 1972 e 1976.